# Miss Brasil 2010
Miss Brasil 2010 foi a 56ª edição do tradicional concurso de beleza feminino de Miss Brasil, válido para a disputa de Miss Universo 2010. Esta edição foi realizada no dia oito de maio no espaço de eventos "Memorial da América Latina" no estado de São Paulo. A potiguar eleita Miss Brasil 2009, Larissa Costa coroou Débora Lyra de Minas Gerais  ao fim da competição. O concurso foi transmitido pela Band, sob a apresentação da Miss Brasil 1997 Nayla Micherif e do jornalista e apresentador Otávio Mesquita. O evento ainda contou com as atrações musicais embaladas por Latino, Marina Elali e Léo Maia  e a presença ilustre da Miss Universo 2009, a venezuelana Stefanía Fernández.

## Resultados

### Colocações
| Posição                 | Estado e Candidata |
| ----------------------- | --- |
| Vencedora               | - Minas Gerais - Débora Lyra |
| 2º. Lugar               | - Amazonas - Lilian Lopes |
| 3º. Lugar               | - Paraná - Marylia Bernardt |
| 4º. Lugar               | - Distrito Federal - Lidiane Matos |
| 5º. Lugar               | - Paraíba - Natália Taveira |
| (TOP 10) Semifinalistas | - Mato Grosso - Juliete de Pieri - Rio de Janeiro - Thamíris Ribeiro - Rio Grande do Sul - Bruna Jaroceski - Sergipe - Nayane Pachêco - Tocantins - Suymara Barreto |
| (TOP 15) Semifinalistas | - Bahia - Rafaela Marques - Espírito Santo - Francienne Pavesi - Mato Grosso do Sul - Kátia Talon - Pará - Salcy Lima - São Paulo - Karla Mandro                    |

### Prêmios especiais
A candidata mais votada pelo site do concurso garantiu vaga no Top 15:
| Prêmio              | Estado e Candidata                   |
| ------------------- | ------------------------------------ |
| Miss Simpatia       | - Sergipe - Nayane Pachêco           |
| Miss Voto Popular   | - Espírito Santo - Francienne Pavesi |
| Melhor Traje Típico | - Minas Gerais - Débora Lyra         |

## Resposta Final
Questionada pela pergunta final sobre o que ela mudaria se pudesse voltar no tempo, a vencedora respondeu:
| “ | Boa noite à todos. Bom, se eu pudesse voltar no tempo com certeza eu iria mudar a relação entre os povos, porque caso a gente conseguisse fazer isso, a gente poderia diminuir as guerras e todos os problemas que tivemos no passado e que estamos vendo hoje. Obrigada. | ” |

Débora Lyra, Miss Minas Gerais 2010

## Jurados
Ajudaram a eleger a campeã:
1. Ivo Meirelles, músico;
2. Ricardo Almeida, estilista;
3. Robert Rey, cirurgião plástico;
4. Marco Antonio de Biaggi, hair-sytalist;
5. Stefanía Fernández, Miss Universo 2009;
6. Renata Bessa, Miss Brasil 1995;
7. Edmundo, ex-jogador de futebol;
8. Alexandre Iódice, empresário.
9. Walério Araújo, estilista;

## Candidatas
Disputaram o título este ano:
| - Acre - Andréia D'Ávilla Carvalho - Alagoas - Juliana Accioli Guimarães - Amapá - Andréia Caroline da Silva - Amazonas - Lílian Lopes Pereira - Bahia - Rafaela Marques Santos - Ceará - Eugênia Justino Barbosa - Distrito Federal - Lidiane de Lucena Matos - Espírito Santo - Francienne Pereira Pavesi - Goiás - Dieniffer Ferreira da Costa - Maranhão - Camila da Silva Ribeiro - Mato Grosso - Juliete Janaine Beraldo de Pieri - Mato Grosso do Sul - Kátia Martins Talon - Minas Gerais - Débora Moura Lyra - Pará - Salcy da Encarnação Lima | - Paraíba - Natália Taveira Mota Alves - Paraná - Marylia Bernardt Lila - Pernambuco - Luzielle Rayana Vasconcelos - Piauí - Lanna Camila Alves Lopes - Rio de Janeiro - Thamíris de Moura Ribeiro - Rio Grande do Norte - Joyce Cristiny de Oliveira Silva - Rio Grande do Sul - Bruna Saccol Jaroceski - Rondônia - Jeane Ferreira de Aguiar - Roraima - Moara Barbosa de Albuquerque - Santa Catarina - Aline Zermiani Camargo - São Paulo - Karla de Lucas Mandro - Sergipe - Nayane de Souza Pachêco - Tocantins - Suymara Barreto Pereira |

## Repercussão

### Transmissão dos estaduais
Apenas doze disputas estaduais foram televisionadas (ao vivo ou em forma de pré-gravados):
- Miss Mato Grosso - TV Rondon (SBT) [15]
- Miss Minas Gerais - TV Bandeirantes Minas
- Miss Rio Grande do Sul - TV Bandeirantes Rio Grande do Sul
- Miss Rondônia - TV Candelária (Rede Record)
- Miss Ceará - TV Diário
- Miss Rio Grande do Norte - TV Bandeirantes Natal
- Miss Distrito Federal - TV Brasília (RedeTV!)
- Miss Pará - RBA TV
- Miss Pernambuco - TV Clube
- Miss Piauí - TV Cidade Verde (SBT)
- Miss Rio de Janeiro - CNT Rio de Janeiro
- Miss São Paulo - Rede Bandeirantes

### Audiência
O concurso foi transmitido das 21:57 às 00:15 e teve segundo dados consolidados do Ibope, 3.4 pontos de audiência, a pior desde a retomada da transmissão do evento em 2002, ainda na Rede TV!. Esse índice, apesar de ter deixado a Band no quarto lugar geral, também foi o mais baixo desde que a emissora assumiu os direitos do certame em 2003. A audiência é relativa à medição realizada na grande São Paulo (principal praça para as decisões do mercado publicitário). Os melhores índices foram registrados no Rio de Janeiro (Band Rio), região metropolitana e Baixada Fluminense: 4.2 pontos e o mesmo quarto lugar. Já em Belo Horizonte, capital do Estado da nova Miss Brasil, os índices foram mais pífios no mesmo horário: 2.3 pontos.